# 구봉대산
구봉대산(九峰臺山)은 대한민국 강원특별자치도 영월군에 있는 높이 870m의 산이다.

## 같이 보기
- 한국의 산